# Théâtre occitan
Le théâtre dans les différents parlers occitans existe depuis le Moyen Âge. À l'époque moderne, plusieurs dizaines de pièces sont jouées dans les parlers locaux à Montpellier, Aix-en-Provence et autres villes du Midi. Le félibrige, mouvement de renaissance culturelle occitane au XIXe siècle, n'a produit que marginalement pour le théâtre. Un foyer traditionnel de théâtre amateur existe toujours en Nouvelle-Aquitaine, particulièrement dans la commune de Daglan, en Dordogne.

## Le théâtre religieux médiéval
Au Moyen Âge, il existe un théâtre religieux en langue d'oc.

## Les théâtres occitans duXVIeauXVIIIesiècle
Du XVIe au XVIIIe siècle, plusieurs dizaines de pièces sont créées en occitan à Périgueux, Cahors, Toulouse, Montpellier, Nîmes et Aix-en-Provence. On y retrouve les pratiques coutumières locales de mariage et de parenté. 

## Le théâtre occitan amateur en Aquitaine
En Aquitaine, et tout spécialement dans les milieux ruraux, s’exerce une pratique très ancienne, celle du théâtre amateur. Les villageois sont eux-mêmes écrivains, metteurs en scène et acteurs d’un système qui suit celui du théâtre classique et aujourd’hui de ses codes modernes. Tandis que les enfants peuvent jouer une saynète, les adultes vont jusqu’à la pièce classique.
La création d’une pièce occupe toute l’année de la communauté villageoise, de l’écriture à la représentation.  Monter une pièce scande l’année, entre écriture, répétitions, et représentations.

## Le cas du théâtre à Daglan
La pratique théâtrale en occitan à Daglan fait l'objet d'une fiche à l'Inventaire du patrimoine culturel immatériel en France.
À Daglan, l’activité théâtrale en occitan s’organise autour d’une figure locale, Jacques Coudon. Il écrit chaque année des pièces pour ensuite les produire dans le village et ses alentours. Il est également à la tête d’une association qui l’aide dans sa tâche et donne les représentations : « lus Galopians del Céou ».
Ce conteur, écrivain, mais aussi éditeur s’investit également dans l’enseignement de l’occitan dans le village.
Jacques Coudon a toujours été associé à ce qui fait le patrimoine de son village. Il participait notamment dans sa jeunesse au carnaval de Daglan en tenant le rôle de montreur d’ours, tâche qui consiste à déambuler dans les rues aux côtés d’un homme revêtu d’une peau d’ours, pour l’amener jusqu’à la place du village pour le faire danser. Ce carnaval, qui n’est aujourd’hui plus fêté, se déroulait sur plusieurs jours entourant la date du Mardi-Gras. On pouvait y voir des défilés de chars, et assister entre autres à un banquet et à un bal. La vedette était le personnage de Petaçon, qui était promené dans le village, jugé et brûlé à la fin des festivités.